# Epsilon Telescopii
Epsilon Telescopii (ε Telescopii, förkortat Epsilon Tel, ε Tel) som är stjärnans Bayerbeteckning, är en ensam stjärna belägen i den nordvästra delen av stjärnbilden Kikaren. Den har en skenbar magnitud på 4,53 och är synlig för blotta ögat där ljusföroreningar ej förekommer. Baserat på parallaxmätning inom Hipparcosuppdraget på ca 7,8 mas, beräknas den befinna sig på ett avstånd på ca 420 ljusår (ca 128 parsek) från solen.

## Egenskaper
Epsilon Telescopii är en orange jättestjärna av spektralklass K0 III. Den har en radie som är ca 21 gånger större än solens och utsänder från dess fotosfär ca 293 gånger mera energi än solen vid en effektiv temperatur på ca 5 000 K.
Epsilon Telescopii visar ett överskott av infraröd strålning, vilket tyder på närvaro av en omkretsande stoftskiva. Den har en optisk följeslagare av 13:e magnituden, som år 2000 var separerad med 16,30 bågsekunder vid en positionsvinkel på 233°.